# The Big Show
Paul Wight (Aiken (Carolina del Sud), 8 de febrer del 1972 -) més conegut al ring com a The Big Show és un lluitador professional estatunidenc que treballa a la marca Smack Down de World Wrestling Entertainment (WWE).Entre els seus regnats en la WWE ha guanyat dos títols dels pesos pesants, un títol de campió dels Estats Units i cinc regnats com a campió mundial en parelles.

## Carrera
Wight va començar en el món de la lluita lliure semiprofessional, on va conèixer a Hulk Hogan en un esdeveniment de bàsquet en 1994 Jim Strauser, propietari d'una distribuïdora de karaoke, va veure potencial en Wight com a jugador de la NFL National Football League i el va portar de tornada a Chicago. Wight va mostrar poc interès pel futbol però molt en la lluita lliure. Strauser contactar amb Bonaduce, qui presentava un programa de ràdio a Chicago i va anunciar per a la presentació entre Wight i Hogan. Wight va entrenar amb Larry Sharpe a Sharpe s Monster Factory durant 7 mesos i després va signar amb World Championship Wrestling (WCW) el març de 1985 perfeccionar les seves habilitats de lluita en WCW Power Plant.
Wight va debutar en la WCW durant el Bash at the Beach 1995. Es va presentar a si mateix com The Giant, atès que la seva altura el feia similar a André the Giant, dient que era fill d'aquest i culpant a Hulk Hogan del seu suposat assassinat. Wight es va unir a Dungeon of Doom, qui tenien un enfrontament amb Hogan i els seus aliats. A Fall Brawl, el 1995, Wight va atacar a Hogan mentre estava lluitant contra el líder de Dungeon of Doom, Kevin Sullivan en una Steel Cage match. Després de destruir la motocicleta d'Hogan amb un camió, Hogan va reptar a una Monster Truck Battle al Halloween Havoc a Detroit, Míchigan. 
El 25 d'octubre de 1995 la batalla va tenir lloc damunt de Cobo Hall, conduint sengles camions i intentant forçar que l'altre sortís del cercle, com en un combat de Summe. Hogan va guanyar el combat. Wight va baixar del seu vehicle i va aparèixer caient de la teulada. Més tard, Wight va anar al ring amb The Taskmaster i va reptar a Hogan pel campionat mundial dels pesos pesants de la WCW en el seu debut en la WCW. Wight va obtenir la victòria per desqualificació després de la interferència de Jimmy Hart, mànager d'Hogan. Hart llavors va revelar el contracte que Hogan havia signat (el quin ell havia escrit) tenia una clàusula que deia que el títol podia canviar de mans en una desqualificació, Wight va ser el nou Campió Mundial dels pesos pesants de la WCW. El títol va ser suspès per una setmana com a resultat d'un terme controvertit del combat. 
Wight va intentar reclamar el títol en World War 3, però va ser espatllat per Hogan, i Randy Savage va guanyar el títol vacant. (Aquest complot recorda una storyline de la WWF de diversos anys enrere, on el "conseller" d'André the Giant Ted DiBiase va enganyar a Hogan pel títol de la WWF, va acabar en una controvèrsia que va ajudar a Savage a guanyar el títol). Wight va fer parella amb Ric Flair per derrotar Hogan i Savage el 23 de gener de 1996 a Clash of the Champions XXXII, però va ser decisivament derrotat per Hogan en un cage match al SuperBrawl VI. 
Després d'un curt enfrontament "The Loch Ness Monster", Wight va guanyar el campionat mundial dels pesos pesants per segona vegada després de derrotar a Ric Flair. Després que Hogan formés "The New World Order", ell va derrotar a Wight pel Campionat a "Hog Wild" seguint la interferència de Scott Hall i Kevin Nash. Wight es va unir a nWo 23 dies després, citant els diners de Ted DiBiase com la seva principal motivació. Va tenir un enfrontament amb Lex Luger i The Four Horsemen. 

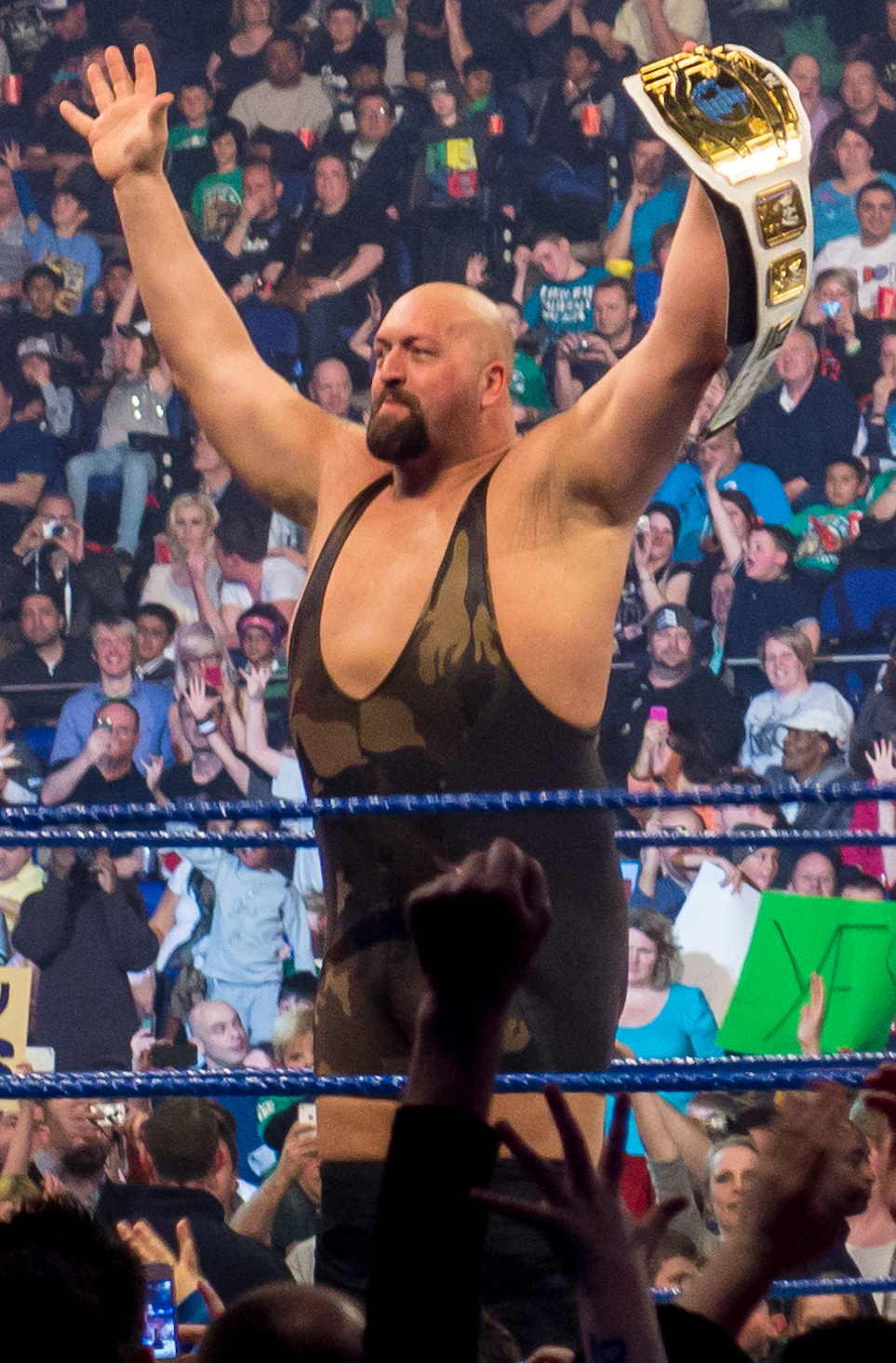
Big Show guanyan el títol intercontinental.

Wight va ser trobat a nWo el 30 de desembre de 1996 per preguntar a Hogan per a un combat pel campionat mundial dels pesos pesants. Ell va lluitar contra juntament amb nWo Sting i Lex Luger, guanyant el WCW World Tag Team Championships dues vegades. [6] En 1997 ell va començar un enfrontament amb un membre de nWo Kevin Nash, qui constantment esquivava a Wight, apareixent finalment en la carta de combats en Starrcade 1997 El 1998 en Souled Out els dos finalment van aparèixer en el ring, però Nash accidentalment lesionat a Wight al coll quan va fallar una Jackknife Powerbomb. Quan Nash va deixar nWo i va formar el seu propi grup, Wolfpac, Wight es va reunir a nWo per contradir a Nash i els seus aliats. Nash eventualment va acabar la carrera de la WCW de Wight quan ell va derrotar seguint un run-in per Scott Hall i Eric Bischoff. 
No content amb la seva remuneració, Wight no va renovar el seu contracte amb la WCW el 8 de febrer del 1999.